# Paweł Kamasa
Paweł Kamasa (ur. 17 marca 1963 w Warszawie) – polski pianista i pedagog.

## Wykształcenie
Urodzony w rodzinie muzyków w Warszawie, w wieku 5 lat rozpoczął naukę gry na fortepianie u Elżbiety Małanicz-Onoszko oraz na skrzypcach u swego ojca Stefana Kamasy. Do 15 roku życia kontynuował grę na skrzypcach pod kierunkiem Artura Paciorkiewicza, prof. Zenona Bąkowskiego oraz Ewy Kollesińskiej-Marczyk. Po uzyskaniu dyplomu z wyróżnieniem w Liceum Muzycznym im. Karola Szymanowskiego (dziś Zespół Państwowych Szkół Muzycznych nr 4 im. Karola Szymanowskiego w Warszawie) w klasie fortepianu Jana Wobożila udał się na dalsze studia do USA, gdzie został przyjęty w poczet studentów Curtis Institute of Music w Filadelfii w klasie Jorge Boleta wraz z nagrodą Baldwin Piano Company. Okoliczności związane z ogłoszeniem w Polsce stanu wojennego w 1981 roku zmusiły go do powrotu do Europy, gdzie jako stypendysta miasta Bazylei („Stipendium für ausserordentlich Begabte“) kontynuował naukę w klasie mistrzowskiej Rudolfa Buchbindera w Musikakademie Basel (dziś Hochschule für Musik Basel), uzyskując w 1986 roku dyplom solistyczny (Solistendiplom). Wygrywając w drodze konkursów stypendia Kiefer-Hablitzel-Studienpreis w Bernie oraz stypendium Koncernu Migros w Zurychu („Kulturprozent“), uzupełniał swoje studia u Harry Datynera w Genewie oraz w Schola Cantorum Basiliensis, gdzie pod okiem Rolfa Junghannsa studiował grę na historycznych instrumentach klawiszowych.

## Działalność koncertowa
Od czasu swego debiutu na festiwalu Kissinger Sommer w 1987 roku, gdzie wystąpił u boku takich artystów jak Radu Lupu, Marylin Horne czy Bella Dawidowicz, koncertuje na estradach m.in. Salle Gaveau w Paryżu, Tonhalle Zürich, Filharmonii Narodowej w Warszawie i Konserwatorium im. P. Czajkowskiego w Moskwie. Występował jako solista pod batutą dyrygentów takich jak Jan Krenz, Eivind Gullberg Jensen, Tadeusz Wojciechowski, Marek Pijarowski, Wojciech Michniewski, Tomasz Bugaj, Wilfried Boettcher, Karol Teutsch. Jest także gościem festiwali w Europie Zachodniej (Saint-Savin, Chateauneuf-du-Pape, Genewa, Thun, Musikwoche Braunwald, Music meets Art Goslar) oraz w kraju (festiwale chopinowskie w Warszawie i w Antoninie, Festiwal Pianistyki Polskiej w Słupsku, Mistrzowskie Wieczory i Bravo Maestro! w Kąśnej, Wieczory w Arsenale Wrocław, Festiwal Gwiazd FORTEpiano w Toruniu, festiwal Filharmonii Łódzkiej Kolory Polski). W Roku Chopinowskim 1999 brał udział jako jedyny polski pianista obok m.in. Konstantina Szczerbakowa, Frederica Chiu, Abdela Rahman El Bacha i Gergely Boganyi w wykonaniu Dzieł Wszystkich Fryderyka Chopina w ramach Festival Evian we Francji. Uczestniczył w prawykonaniu Tria „Cradle Song” Hanny Kulenty na monachijskim Biennale '94, był pierwszym wykonawcą zadedykowanego mu cyklu „Musique polyphonique” Czesława Gładkowskiego na festiwalu Jazz à Mulhouse '95 w Miluzie. Ma na swoim koncie pierwsze w Paryżu publiczne wykonanie kompletu Mazurków Karola Szymanowskiego (1994). Jego nagranie tych utworów dla monachijskiej wytwórni KOCH/Schwann zostało nagrodzone "Critic’s Choice Award '98" brytyjskiego magazynu Gramophone („a pianist of outstanding poetry, one of the finest piano recordings of recent years“).

## Kameralistyka
Stałym elementem aktywności artystycznej Pawła Kamasy jest kameralistyka. Jeszcze jako uczeń Liceum Muzycznego w 1978 roku został wybrany w drodze przesłuchań jako oficjalny pianista towarzyszący polskiej ekipie na Międzynarodowym Konkursie Muzycznym w Budapeszcie (kategorie skrzypce/altówka). W 1983 roku – w 150. rocznicę urodzin Johannesa Brahmsa – objął kierownictwo artystyczne Festiwalu Brahmsowskiego w Zurychu i Bazylei, gdzie wspólnie z zaprzyjaźnionymi muzykami z Niemiec, Polski, Szkocji, Australii i USA wykonywał dzieła kameralistyki fortepianowej kompozytora. Od wielu lat partneruje swojemu ojcu, altowioliście Stefanowi Kamasie, występuje z instrumentalistami w Europie Zachodniej oraz z artystami w kraju (m.in. Bartłomiej Nizioł, Piotr Pławner, Jakub Jakowicz, Krzysztof Jakowicz, Jan Stanienda, Konstanty Kulka, Andrzej Bauer, Rafał Kwiatkowski, Piotr Hausenplas, Tomasz Strahl); współpracuje także z Arlequin Ensemble (soliści Tonhalle Orchester Zürich i Orchestre de la Suisse Romande Genève), kwartetami Amati, Wilanów oraz rezydującym w Hannowerze Szymanowski String Quartet.

## Projekty
Obok nagrań płytowych dla wytwórni Koch International oraz Radiowej Agencji Fonograficznej Polskiego Radia artysta dokonał szeregu rejestracji dla europejskich rozgłośni radiowych i telewizyjnych. Wspólnie z aktorem Andrzejem Szczepkowskim zarejestrował w 1994 roku dla TVP Polonia program „Posiady w Atmie” poświęcony Mazurkom Karola Szymanowskiego i Balladom Emila Zegadłowicza. W 2014 roku nakładem wydawnictwa DUX ukazał się album z kompletem ostatnich opusów fortepianowych 116 – 119 Johannesa Brahmsa. Utworom tym, wraz z listami Klary Schumann do kompozytora w polskim tłumaczeniu pianisty, poświęcony jest także autorski spektakl kameralny „Listy pisane muzyką”, realizowany wspólnie z aktorką Teresą Budzisz-Krzyżanowską. Premierowe prezentacje tego projektu w języku oryginału („Musik der Briefe”) z udziałem niemieckiej aktorki Sibylle Hellmann odbyły się w 2012 roku w miastach północnych Niemiec.
W sezonie 2008/2009 Paweł Kamasa sprawował opiekę artystyczną nad nowym cyklem koncertowym „Muzyczny Salon Podkowy”, był także inicjatorem, autorem koncepcji programowej i dyrektorem artystycznym międzynarodowego festiwalu pianistycznego „Chopin – Inspiracje. 1810 – 2010”, który odbył się w Roku Chopinowskim 2010 w historycznym Pałacyku-Kasyno w podwarszawskiej Podkowie Leśnej i gościł pianistów jak Piers Lane, Martin Roscoe, Magdalena Lisak i Marina Baranova.

## Działalność dydaktyczna
Owoce aktywności Paweł Kamasa przekazuje w ramach swojej działalności pedagogicznej. W latach 1997–2000 prowadził klasę fortepianu i kameralistyki w Konserwatorium Schaffhausen w Szwajcarii, w roku akademickim 2012/13 wykładał w Akademii Muzycznej im. Feliksa Nowowiejskiego w Bydgoszczy, współpracuje także z Zespołem Szkół Muzycznych nr 1 „Miodowa” w Warszawie. W 2007 roku występował w Lambrecht Auditorium w Kapsztadzie i na University of South Africa w Pretorii, gdzie m.in. w formie komentowanych recitali – lecture recitals – prezentował Mazurki Chopina i Szymanowskiego. Jest gościem kursów mistrzowskich w kraju i zagranicą.

## Publikacje
| Płyty                                                                   | Dane dot. publikacji                                                      |
| ----------------------------------------------------------------------- | ------------------------------------------------------------------------- |
| Johannes Brahms – The Late Piano Works op. 116 – 119 (2CD)              | - Data: 2014 - Wydawca: Dux Recording Producers Poland                    |
| Karol Szymanowski – Mazurki op. 50 & 62 (1CD)                           | - Data: 1996 - Wydawca: Koch Schwann                                      |
| Johannes Brahms – Sonaty op. 120 nos. 1 & 2, Scherzo z Sonaty FAE (3CD) | - Data: 2006 - Wydawca: Radiowa Agencja Fonograficzna Polskiego Radia S.A |
| Cykl artykułów                                                          |                                                                           |
| Paweł Kamasa – z listów Johannesa Brahmsa o Schumannie (cykl artykułów) | - Data: 2006 - Wydawca: „Ruch Muzyczny”                                   |